# Mea culpa (Clementino)
Mea culpa è il terzo album in studio del rapper italiano Clementino, pubblicato il 28 maggio 2013 per la Universal Music.
L'album era inizialmente previsto per la pubblicazione già nel 2012 (come aveva annunciato lo stesso rapper in un'intervista a Rai Radio 2). Successivamente la pubblicazione è stata posticipata più volte fino all'11 aprile 2013, quando il rapper ha annunciato in un video indirizzato ai suoi fan che l'album sarebbe stato pubblicato nel mese di maggio 2013.
L'album è composto da 17 tracce con l'aggiunta di due tracce bonus: Messaggeri del Vesuvio (presente solo nella versione fisica dell'album) e Tekken 3 (presente nella versione di iTunes). Vi sono collaborazioni sia con rapper come Marracash e Fabri Fibra che con cantautori di fama come Jovanotti e Gigi Finizio. Le produzioni sono in gran parte curate da Shablo, ma sono presenti nell'album anche Don Joe (membro dei Club Dogo) e Fritz da Cat.
La creazione della copertina è stata affidata a Corrado Grilli, in arte Mecna.
L'album è entrato direttamente alla quarta posizione della classifica italiana degli album. Il 6 giugno 2014 l'album viene certificato disco d'oro dalla Federazione Industria Musicale Italiana.

## Il disco

### Titolo
In un'intervista per Sky Sport 24, Clementino ha affermato che il titolo dell'album è dovuto a tutti gli sbagli che ha commesso (essendo il Mea culpa una preghiera d'invocazione al perdono), anche se generalmente sta a rappresentare gli sbagli commessi dalle persone. In un'altra intervista ha affermato che voleva che il titolo del suo nuovo album avesse anche le stesse iniziali del suo nome (Maccaro Clemente).

### Promozione
Per promuovere Mea culpa Clementino ha fatto degli instore nelle librerie delle città più importanti d'Italia per incontrare i propri fan e firmare le copie del suo nuovo disco. Il primo instore si è svolto a Nola il 27 maggio 2013 (in anteprima nazionale) mentre l'ultimo si è tenuto il 2 giugno a Torino. Gli instore hanno avuto un buon successo: nell'instore svoltosi a Marcianise (in provincia di Caserta) sono accorsi più di 2000 fan del rapper che hanno fatto registrare il tutto esaurito.
Per celebrare il disco d'oro ottenuto da Mea culpa, il 16 settembre 2014 è stata pubblicata una riedizione dell'album contenente un secondo disco di inediti e rarità intitolato Mea grandissima culpa.

### Singoli
Dall'album sono stati estratti cinque singoli. Il primo di essi è stato 'O vient, pubblicato il 3 maggio 2013 sull'iTunes Store, data nella quale è stato anche pubblicato il relativo videoclip, diretto da Calu. Il secondo singolo è stato Il re lucertola, in duetto con Il Cile e pubblicato il 30 luglio 2013 sull'iTunes Store come singolo della settimana.
Il terzo estratto dall'album è stato Fratello, realizzato con la partecipazione del cantautore italiano Jovanotti ed entrato in rotazione radiofonica il 6 settembre 2013. Il video ufficiale del brano è stato pubblicato l'11 ottobre 2013. Il quarto brano ad essere pubblicato è stato Buenos Aires/Napoli (in collaborazione coi Negrita), pubblicato contestualmente al video ufficiale il 31 gennaio 2014.
Il quinto ed ultimo singolo è stato Giungla, in featuring con Rocco Hunt, pubblicato il 13 maggio 2014.
Dall'album sono stati estratti inoltre i videoclip dei brani Alto livello, Amsterdam, Pianoforte a vela e Senza pensieri, resi disponibili da Clementino attraverso il proprio canale YouTube tra il 2013 e il 2014.

## Accoglienza
| Recensione  | Giudizio   |
| ----------- | ---------- |
| Epì Paidèia | favorevole |
| Hano        | favorevole |
| HipHopRec   | favorevole |
| myHipHop    | favorevole |
| RapBurger   | [ 19 ]     |

L'album è stato accolto abbastanza positivamente dalla maggior parte dei critici specializzati in rap, anche se non ha ottenuto il riscontro critico del suo predecessore I.E.N.A..
Nicola Pirozzi di myHipHop ha enfatizzato la presenza nel disco di tracce come Aquila reale, Pianoforte a vela, Mea culpa e 'O vient (aggiungendo che quest'ultima è la più intensa mai scritta da Clementino). Giorgio Quadrani di RapBurger ha invece affermato che l'album è "uno dei migliori lavori tra quelli lanciati dalle major discografiche nell'arco degli ultimi anni", elogiando particolarmente la scelta delle collaborazioni.

### Polemiche
Il brano Amsterdam è stato vittima di alcune polemiche in quanto contenente delle provocazioni verso il giornalista de l'Espresso Riccardo Bocca. Nella versione del brano presente nell'album la parola "Espresso" è stata censurata.

## Tracce
1. Amsterdam – 3:37 (testo: Clemente Maccaro – musica: Fritz da Cat)
2. 'O vient – 4:05 (testo: Clemente Maccaro – musica: Shablo)
3. Questa volta (feat. Fabri Fibra) – 4:28 (testo: Clemente Maccaro, Fabrizio Tarducci – musica: Shablo)
4. Mea culpa (feat. Meg) – 3:34 (testo: Clemente Maccaro, M. Di Donna – musica: Shablo, DJ Nais)
5. Aquila reale – 3:21 (testo: Clemente Maccaro – musica: Big Joe)
6. Fratello (feat. Jovanotti) – 2:50 (testo: Clemente Maccaro, Lorenzo Cherubini – musica: Shablo)
7. Buenos Aires/Napoli (feat. Negrita) – 3:56 (testo: Clemente Maccaro, Paolo Bruni – musica: Shablo, Enrico Salvi, Mac)
8. Dalle palazzine (feat. Marracash, Noyz Narcos, Ntò, Paura) – 4:52 (testo: Clemente Maccaro, Emanuele Frasca, Fabio Rizzo, Antonio Riccardi, Francesco Curci – musica: Luigi Florio)
9. Alto livello – 3:15 (testo: Clemente Maccaro – musica: Deleterio, DJ Snatch)
10. Sei come sei (feat. Gigi Finizio, Ntò) – 3:36 (testo: Clemente Maccaro, A. Riccardi, G. Finizio – musica: Shablo, DJ Nais)
11. Giungla (feat. Rocco Hunt) – 3:33 (testo: Clemente Maccaro, R. Pagliarulo – musica: Big Joe)
12. Pianoforte a vela – 4:07 (testo: Clemente Maccaro – musica: Shablo)
13. Senza pensieri (feat. TheRivati) – 4:56 (testo: Clemente Maccaro, P. Maccaro – musica: Manu PHL, M. Cassese)
14. Che hit – 3:53 (testo: Clemente Maccaro – musica: Mace)
15. Va bene così – 4:04 (testo: Clemente Maccaro – musica: Medeline)
16. Clementonik – 3:26 (testo: Clemente Maccaro – musica: Hidden Trippers)
17. Il re lucertola (feat. Il Cile) – 3:57 (testo: Clemente Maccaro, L. Cilembrini – musica: Fritz da Cat)

Traccia bonus nella versione CD
1. Messaggeri del Vesuvio (feat. Napoli Rap All Stars) – 6:24 (testo: Clemente Maccaro, V. Artigiano, P. Romano, A. Zingone, S. Esposito, A. Cretara, M. Mignano, I. Rovati Devita, M. Russo, C. Perrotta, R. Ciarambino, A. Greco, P. De Rosa – musica: Shablo)

Traccia bonus nella versione di iTunes
1. Tekken III (feat. Ensi, Kiave) – 4:37 (testo: Clemente Maccaro, J. Vella, M. Filice – musica: Big Joe)

Mea grandissima culpa - Inediti e rarità – CD bonus nella Gold Edition
1. Napoli Zoo Safari (feat. El Koyote) (Inedito) – 3:09
2. Quei bravi ragazzi (Gué Pequeno feat. Clementino) – 4:02
3. Gioventù bruciata (Fritz da Cat feat. Clementino) – 3:57
4. Tutto a posto (Deleterio feat. Clementino & Roy Paci) – 3:14
5. Made in Italy (Inedito) – 1:38
6. Tekken III (feat. Ensi & Kiave) – 4:37
7. Pianoforte a vela (Unplugged) – 3:42
8. Aquila reale (Unplugged) – 3:25
9. 'O vient (Unplugged) – 4:05
10. Chernobyl (feat. Dope One) (Inedito) – 4:38

## Formazione
Musicisti
- Clementino – voce

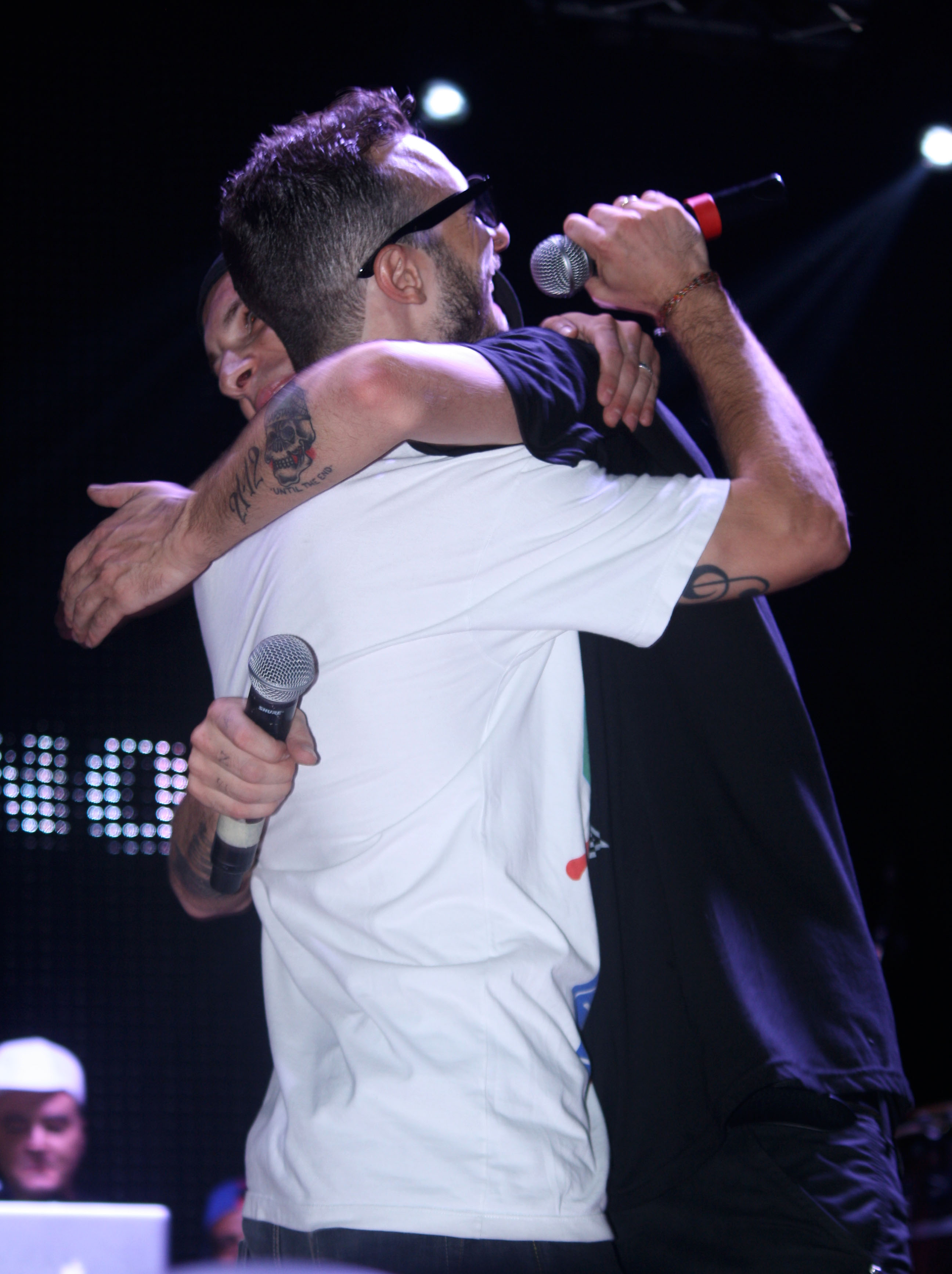
Clementino mentre abbraccia il cantante e fratello Paolo Maccaro, presente nel brano Senza pensieri.

- Fabri Fibra – voce aggiuntiva (traccia 3)
- Meg – voce aggiuntiva (traccia 4)
- Jovanotti – voce aggiuntiva (traccia 6)
- Negrita
  - Paolo Bruni – voce aggiuntiva (traccia 7)
  - Drigo, Mac – chitarra aggiuntiva (traccia 7)
- Marracash, Noyz Narcos – voci aggiuntive (traccia 8)
- Ntò – voce aggiuntiva (tracce 8 e 10)
- Paura – voce aggiuntiva (traccia 8)
- DJ Snatch – scratch (traccia 9)
- Gigi Finizio – voce aggiuntiva (traccia 10)
- Rocco Hunt – voce aggiuntiva (traccia 11)
- TheRivati
  - Paolo Maccaro – voce aggiuntiva (traccia 13)
  - Marco Cassese – chitarra aggiuntiva (traccia 13)
- Il Cile – voce aggiuntiva (traccia 17)
- Speaker Cenzou, Shaone, Zin, Ekspo, Polo, Svez, Dope One, Kapwan, Op'rot, Rob Shamantide, Rametto, Uomodisu – voci aggiuntive (traccia 18)
- Ensi, Kiave – voce aggiuntiva in Tekken III

Produzione
- Fritz da Cat – produzione (tracce 1 e 17)
- Shablo – produzione (tracce 2–4, 6, 7, 10, 12 e 18)
- Big Joe – produzione (tracce 5, 11 e Tekken III)
- Don Joe – produzione (traccia 8)
- Deleterio – produzione (traccia 9)
- N.T.A La Lince – produzione di Napoli Zoo Safari
- Manu PHL – produzione (traccia 13)
- Mace – produzione di Che hit
- Medeline – produzione (traccia 14)
- Hidden Trippers – produzione (traccia 16)
- Marco Zangirolami – missaggio
- Benoit Journo – mastering

## Classifiche
| Classifica (2013) | Posizione massima |
| ----------------- | ----------------- |
| Italia            | 4                 |